# Thập niên 990
Thập niên 990 hay thập kỷ 990 chỉ đến những năm từ 990 đến 999.